# Bernd Hölscher
Bernd Hölscher (* 1971 in Münster) ist ein deutscher Schauspieler.

## Wirken
Hölscher studierte Germanistik und Geschichte in Würzburg, Münster und Köln, bevor er von 1996 bis 2000 ein Schauspielstudium an der Freiburger Schauspielschule absolvierte. Neben Engagements auf renommierten deutschen Theaterbühnen, unter anderem in Stuttgart, Mannheim, Detmold, Rostock, der Schaubühne Berlin und zuletzt 2021 am Staatstheater Kassel, debütierte Hölscher 2017 in Robert Schwentkes Filmbiografie Der Hauptmann mit seiner ersten bedeutenden Rolle, für die er 2018 beim Deutschen Schauspielpreis als Bester Nebendarsteller nominiert wurde. 2019 folgten Auftritte in Terrence Malicks Filmdrama Ein verborgenes Leben und 2020 in Detlev Bucks Gangster-Komödie Wir können nicht anders.
Bernd Hölscher gehörte seit der Saison 2010/11 dem Ensemble des Kasseler Staatstheaters an. Am Theater Neustrelitz ist Bernd Hölscher ab 2023 in „Merlin oder Das wüste Land“ als König Artus zu sehen.

## Nominierungen
- 2018: Deutscher Schauspielpreis als Bester Nebendarsteller für „Der Hauptmann“
- 2019: CinEuphoria als Bestes Schauspielensemble für „Der Hauptmann“
- 2021: Deutscher Schauspielpreis als Bester Nebendarsteller in „Wir Kinder vom Bahnhof Zoo (2021)“

## Filmografie (Auswahl)
- 2016: Unter anderen Umständen
- 2017: Der Hauptmann
- 2019: Tatort: Die harte Kern
- 2019: Ein verborgenes Leben
- 2019: Altes Land
- 2019/20: Wir Kinder vom Bahnhof Zoo
- 2020: Wir können nicht anders
- 2020: Bekenntnisse des Hochstaplers Felix Krull
- 2021: Das Versprechen
- 2021: Polizeiruf 110: Hermann
- 2022: In einem Land, das es nicht mehr gibt
- 2022: Polizeiruf 110: Daniel A.
- 2022: Sisi
- 2023: Der Bremerhaven-Krimi – Tödliche Fracht
- 2024: Achtsam Morden (Netflix-Miniserie)
- 2024: Spieleabend
- 2024: Tatort: Dein gutes Recht
- 2024: Informant – Angst über der Stadt (Fernsehserie)
- 2024: Jenseits der Spree: Invasion (Fernsehserie)
- 2024: Ostfriesenschwur
- 2024: Herrhausen – Der Herr des Geldes
- 2025: Tatort: Der Stelzenmann
- 2025: Die drei ??? und der Karpatenhund